# 治癒
治癒（ちゆ）とは、体に負った傷、あるいは病気などが完全に治ることを指す。狭義では「よくなった」ことを指し、「完全に治った」ことを完治（かんち）と呼んだりもする。
しかし、「治る」ということを「健康体に戻る（健康体=非病気の状態になる）こと」あるいは「元の状態に戻ること」のように解釈した場合、大きな怪我であれば傷痕が残るなどの後遺症があるため、たとえ治療が終了したとしても、それを治癒と呼べるかどうか微妙な問題をはらむ。さらに、遺伝的（体質的）な問題がからむ病気やいわゆる不治の病である場合、治癒というのは存在しないことになる。
一方、医学的には寛解（かんかい、英: Remission）という語を用いる場合がある。これは永続的であるか一時的であるかを問わず、病気による症状が好転または、ほぼ消失し、臨床的にコントロールされた状態を指す。すなわち、一般的な意味で完治せずとも、臨床的に「問題ない程度」にまで状態がよくなる、あるいはその状態が続けば寛解したと見なす。
とくに「社会的寛解」の意味でその語を用いることの多い統合失調症においては、その症状により日常生活を含めた社会的な活動がほとんど影響されない程度にまでよくなった場合にそのように言う。しかし、その状態を保つために薬を服用し続けなくてはならないなど、一般的な感覚としては明らかに治癒とは異なる。
また、体質の問題であり、原則的には治癒しないとされるアレルギー疾患の場合にも用いられることがある。たとえば花粉症の場合、臨床的に3シーズン連続して症状を表さない場合に寛解したと考える。しかし、体質が変化していなければ再発の可能性はあり、こうしたことが治癒とイコールかどうかといえば、異なると言わざるを得ない。
白血病においても寛解という語が用いられる（→白血病#治療法）。治療によって末梢血や骨髄に白血病細胞が観察されなくなった時点で寛解とするが、その時点では白血病細胞は依然として存在する（10^-10以下程度）ため、寛解後療法を行う。通常、完全寛解後5年再発が見られなかったときに治癒したとされる。
臨床を離れて「治る」とはどういうことなのかを考えると、なかなかに奥深い問題が残されている。
日本の労災保険（労働者災害補償保険法）では、症状が安定し、疾病が固定した状態にあって、治療の必要がなくなったものを「治癒」としている。医学上一般に認められた医療を行っても、それ以上の医療効果が期待できなくなったときをいい、必ずしももとの身体状態に回復した場合だけをいうものではない。